# 267 Tirza
Tirza /ˈtɜːrzə/ (định danh hành tinh vi hình: 267 Tirza) là một tiểu hành tinh có kích thước khá lớn và rất tối ở vành đai chính. Ngày 27 tháng 5 năm 1887, nhà thiên văn học người Pháp Auguste H. Charlois phát hiện tiểu hành tinh Tirza khi ông thực hiện quan sát ở Nice và đặt tên nó theo tên Tirzah, một phụ nữ trong Kinh Thánh. Đây cũng là tiểu hành tinh đầu tiên do ông phát hiện.